# 新幹線メンテナンス東海
新幹線メンテナンス東海株式会社（しんかんせんメンテナンスとうかい、英: Shinkansen Maintenance Tokai Co., Ltd.）は、東京都に本社を置く東海旅客鉄道(JR東海)のグループ会社。

## 概要
新幹線など車両の整備作業からビルメンテナンス、窓口での乗車券発売及び旅客案内まで手がける総合サービス企業である。

## 事業所
- 大井日勤事業所、大井夜勤事業所 - おもに東京仕業検査車両所での新幹線の折り返し整備作業、特別清掃作業。
- 東京列車事業所 - おもに東京駅での新幹線の折り返し清掃と整備作業。
- 三島事業所 - おもに三島車両所での新幹線の整備作業。ただし、日中帯の入庫がほとんどないため夜間作業中心。
- 東京旅客事業所 - 東海道新幹線東京駅 での一部出札・改札業務。
- 品川旅客事業所
  - 東海道新幹線品川駅での一部出札・改札業務。
- 東京トラベルサポート事業所
  - 東海道新幹線東京駅・品川駅での旅客介助・遺失物取扱い業務。
- 東京ファシリティ事業所 - 旧東京ターミナル事業所と旧東京ビル事業所が2013年7月1日に統合。丸の内中央ビル等のビルクリーニング。
- 品川ファシリティ事業所 - 旧品川ターミナル事業所と旧品川ビル事業所が2013年7月1日に統合。JR東海品川ビル等のビルクリーニング。
- 新横浜ファシリティ事業所 - 旧新横浜ターミナル事業所と旧新横浜ビル事業所が2013年7月1日に統合。
- 小田原ファシリティ事業所 - 旧小田原ターミナル事業所と旧熱海ターミナル事業所が2013年7月1日に統合。(熱海は派出化)
- ポーラ美術館事業所
- 研修センター事業所
- その他

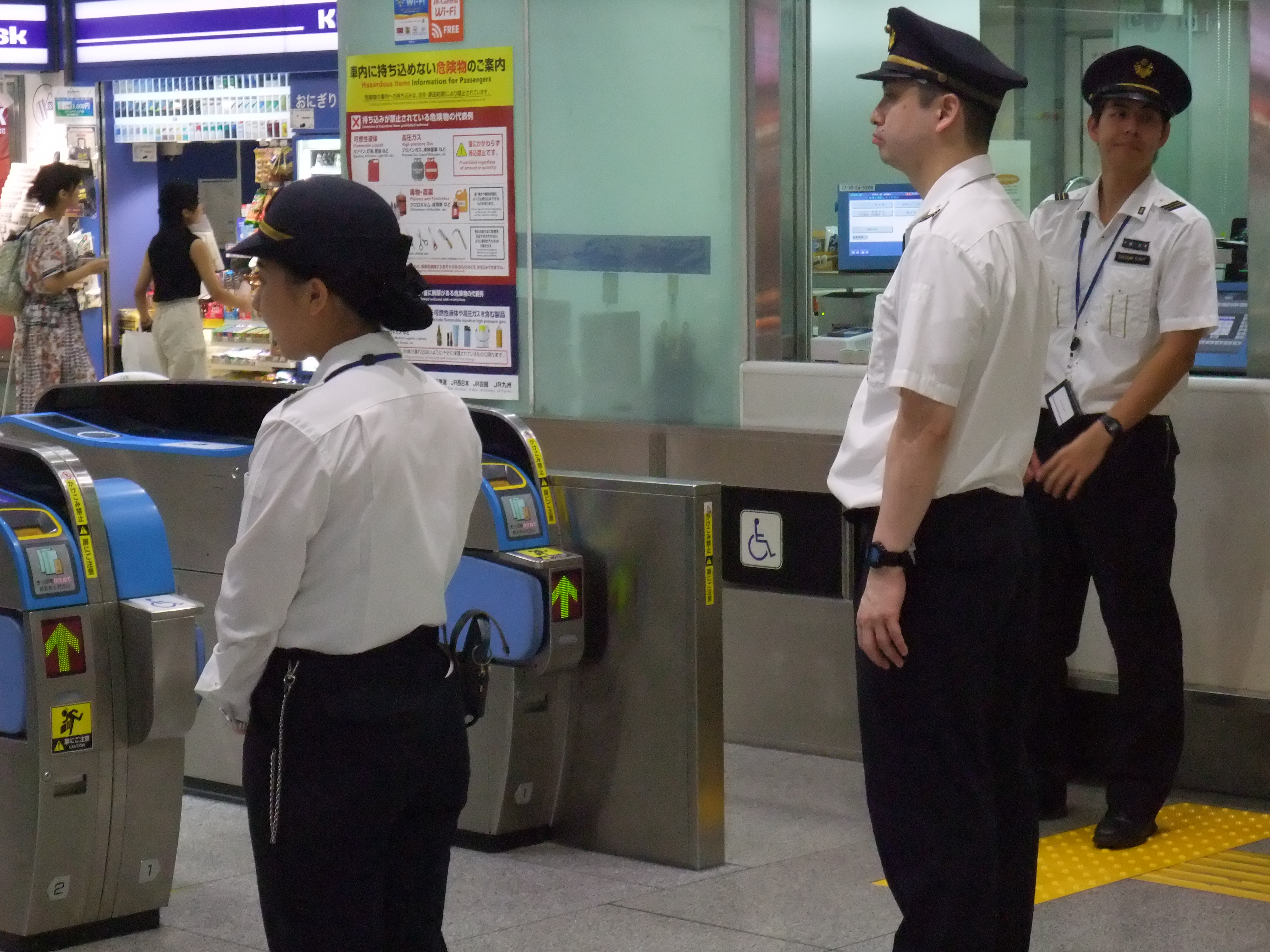
品川駅での改札業務
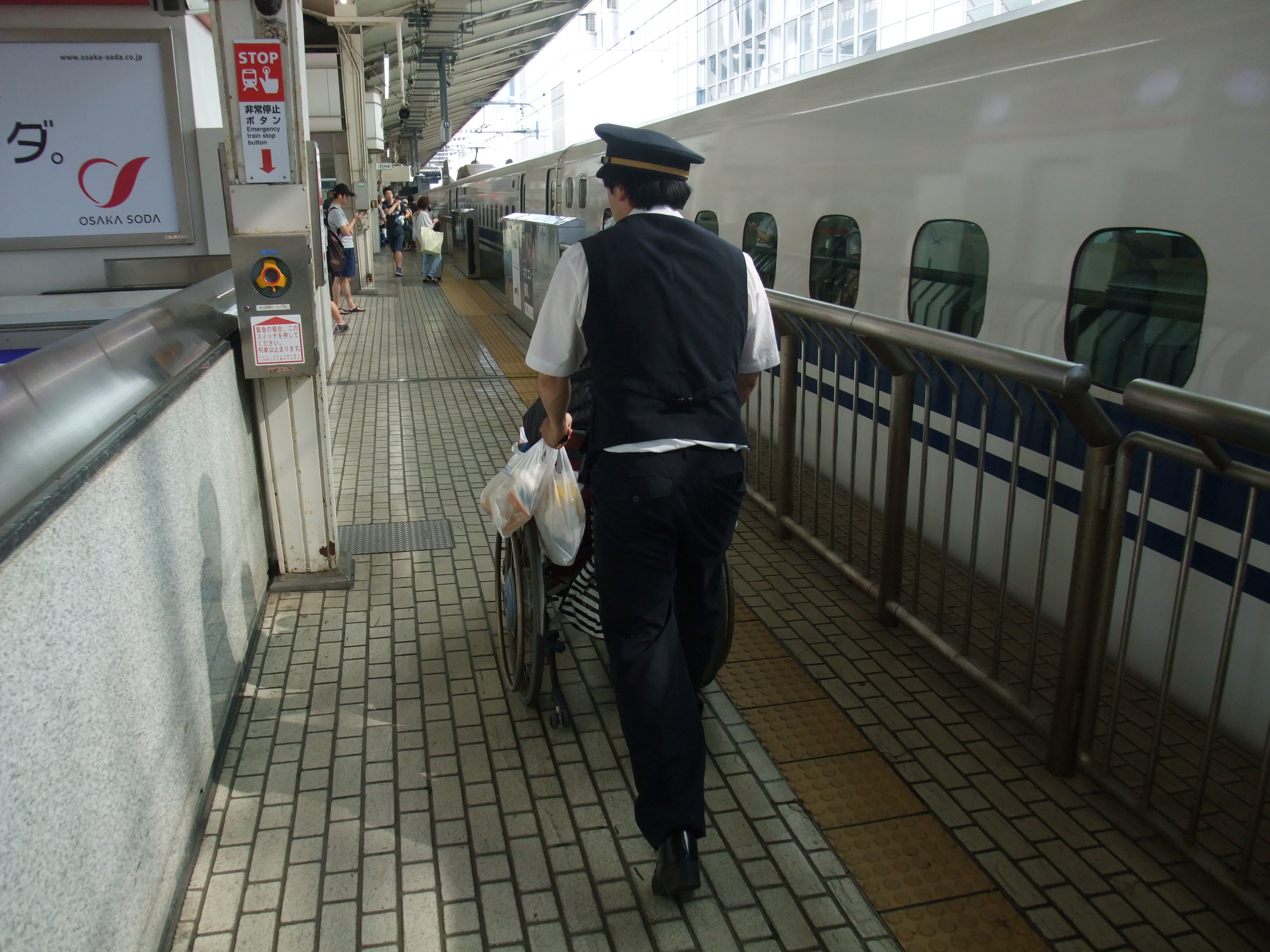
東京駅での旅客介助業務
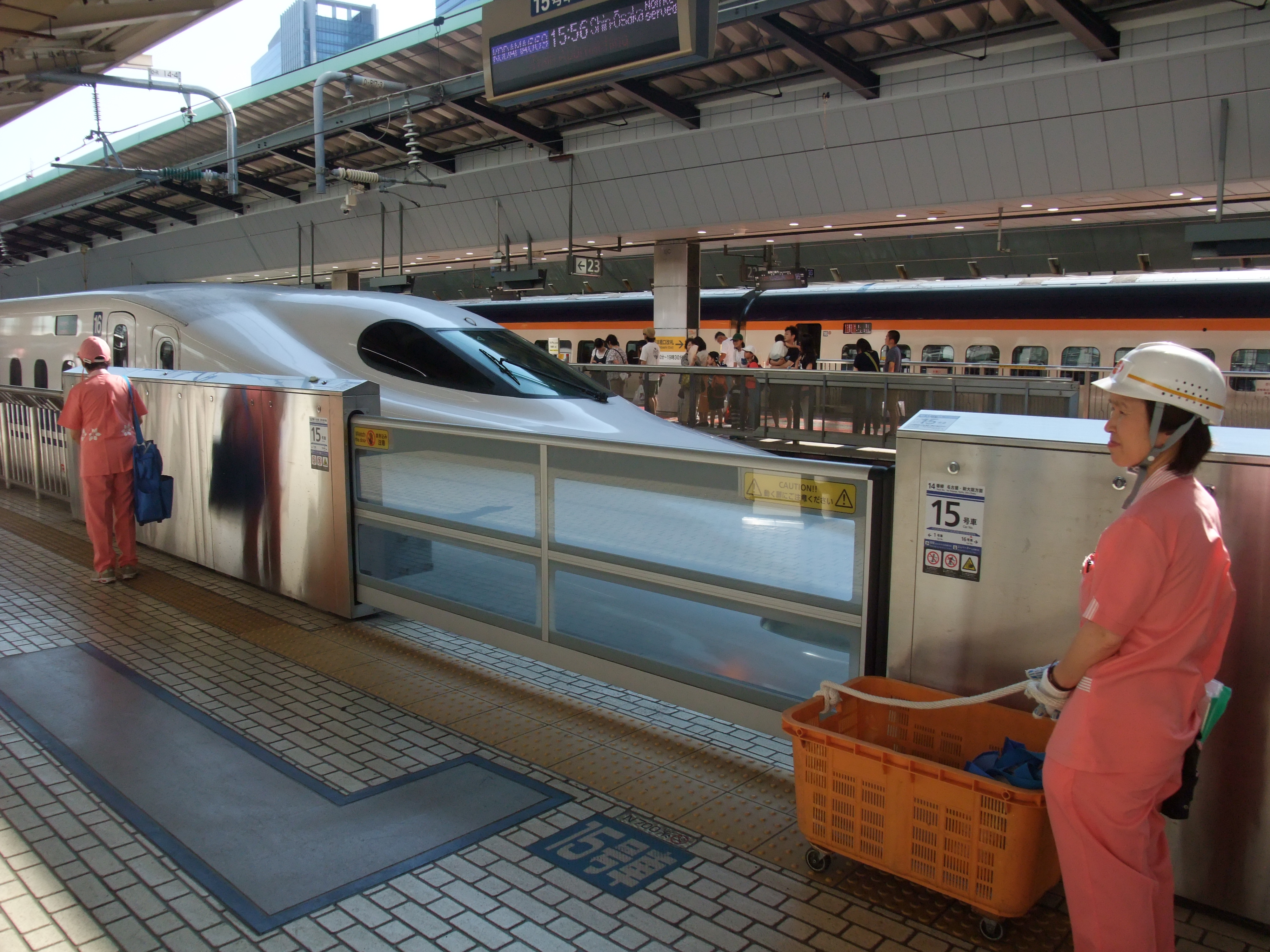
東京駅での清掃業務
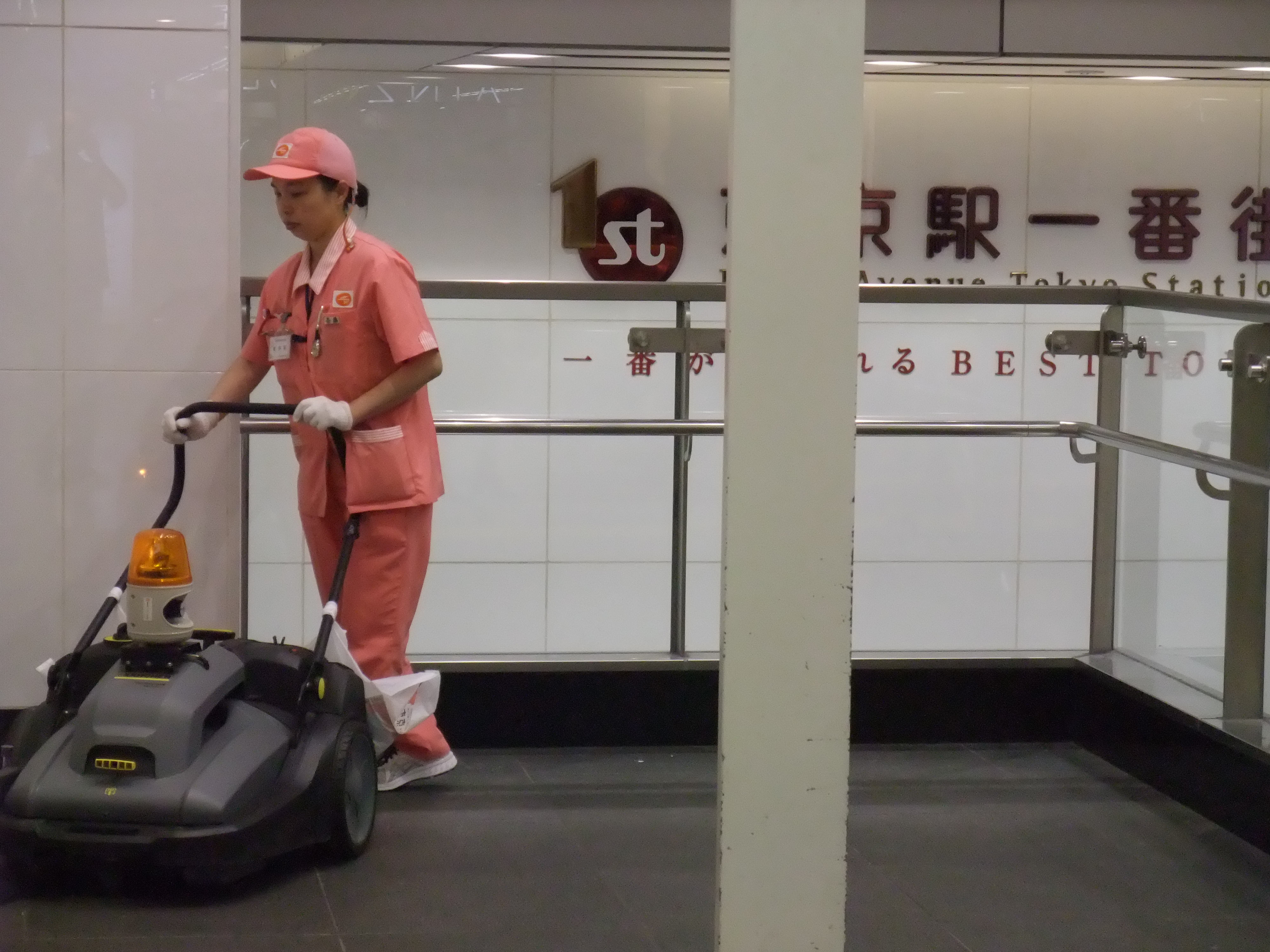
東京駅一番街での清掃業務

## 特記事項
2020年春に行われたJR東海のダイヤ改正では、東京オリンピックとパラリンピックの開催に伴う訪日外国人旅行者の増加を見据え、東海道新幹線では「のぞみ」の運行本数を1時間あたり2本増発して最大で1時間あたり12本を運行するダイヤを組んだ。「ひかり」と「こだま」を含めると1時間に17本が走ることになる。この過密な運行のやり繰りのため、新幹線メンテナンス東海が実施する東京駅折り返し運転前に行われる車内清掃作業の簡素化・効率化およびブラッシュアップにより、最速でも約12分要していた作業時間をさらに約2分短縮することで増発運行を支えることになる。
2020年の新型コロナウイルス流行に伴い、2月28日より東海道新幹線車内の通常清掃業務に加え、塩素系除菌剤（次亜塩素酸ナトリウム）を用いた消毒を実施。

## 労働組合
- 新幹線メンテナンス東海労働組合（JR東海グループ労働組合連合会）